# Lithacodia eburnea
Lithacodia eburnea är en fjärilsart som beskrevs av Hans-Joachim Hannemann. Lithacodia eburnea ingår i släktet Lithacodia och familjen nattflyn. Inga underarter finns listade i Catalogue of Life.